# Anidrytus quadripunctatus
Anidrytus quadripunctatus là một loài bọ cánh cứng trong họ Endomychidae. Loài này được Gorham miêu tả khoa học năm 1886.